# 시오노미사키촌
시오노미사키촌(潮岬村)은 와카야마현 니시무로군에 있던 촌이다. 현재의 니시무로군 구시모토정에 해당한다.

## 역사
- 1889년 4월 1일 - 정촌제 시행에 의해 2개촌의 구역을 확장해 니시무로군 시오노미사키촌이 성립하였다.
- 1955년 7월 2일 - 구시모토정, 아리타촌, 다나미촌, 와부카촌과 합병해 새로운 구시모토정이 성립하여 동일 시오노미사키촌은 폐지되었다.

## 참고문헌
- 角川日本地名大辞典 30 和歌山県